# Leo Abse
Leopold Abse (* 22. April 1917 in Cardiff; † 19. August 2008 in London) war ein walisischer Anwalt, Politiker (Labour Party), Aktivist für die Rechte von Homosexuellen und Autor. 

## Karriere
Leopold „Leo“ Abse war fast 30 Jahre walisischer Labour-Abgeordneter. Er war bekannt für seinen Einsatz für die Entkriminalisierung von homosexuellen Beziehungen unter Männern und die Liberalisierung der Scheidungsgesetze. 
Dem House of Commons gehörte er von 1958 bis 1983 für Pontypool an, anschließend von 1983 bis 1987 für Torfaen.
Nach seiner Zeit als Abgeordneter schrieb er mehrere Bücher über Politik, basierend auf seinem Interesse für Psychoanalyse. Im Juli 2008 veröffentlichte er eine persönliche Website, um einen Überblick über sein Leben und seine Arbeit zu geben. 
Leo Abse war der Bruder des Autors Dannie Abse und des Psychoanalytikers Wilfred Abse. Sein Sohn Tobias ist Historiker.

## Veröffentlichungen
- Private Member (Jonathan Cape, London, 1973)
- Margaret, Daughter of Beatrice (Jonathan Cape, London, 1989)
- Wotan, My Enemy (Robson Books, London, 1994)
- The Man behind the Smile (Robson Books, London, 1996)
- Fellatio, Masochism, Politics and Love (Robson Books, London, 1997)
- Tony Blair: The Man who lost his Smile (Robson Books, London, 2003)

## Belege
1. ↑  Siehe Dr Toby Abse (Memento vom 17. Oktober 2016 im Internet Archive). In: Gold.ac.uk (englisch); Dr. Tobias Abse. In: History Online (englisch); Beiträge von Toby Abse für den Weekly Worker (englisch).

| Personendaten    | Personendaten                                                          |
| ---------------- | ---------------------------------------------------------------------- |
| NAME             | Abse, Leo                                                              |
| ALTERNATIVNAMEN  | Abse, Leopold                                                          |
| KURZBESCHREIBUNG | walisischer Anwalt, Politiker, Mitglied des House of Commons und Autor |
| GEBURTSDATUM     | 22. April 1917                                                         |
| GEBURTSORT       | Cardiff                                                                |
| STERBEDATUM      | 19. August 2008                                                        |
| STERBEORT        | London                                                                 |